# Ritsch (Drochtersen)
Ritsch  is een dorp in de gemeente Drochtersen in het Landkreis Stade in de deelstaat Nedersaksen. Het dorp werd samen met Assel in 1972 bij Drochtersen gevoegd. Het ligt tussen Assel en Drochtersen, aan de Elbe.
- Nationale Bibliotheek van Israël: 987007463591305171
- Virtual International Authority File: 132875330